# Massimo Brambati
Massimo Brambati (n. 29 iunie 1966, Milano, Italia) este un fost fotbalist italian ce a evoluat pe postul de fundaș și care a jucat pentru echipe cunoscute în Italia. După ce s-a retras din fotbal, el a devenit gazda unei emisiuni din țara sa natală.
În România a devenit celebru după căsătoria sa cu celebrul fotomodel român, Catrinel Menghia, la data de 26 septembrie 2005.

## Biografia

### Cluburi
Massimo a crescut la Niguarda, unde a jucat în echipa de juniori "Frassati" începând de la categoria Pulcini și până la Allievi. Echipa sa a fost cumpărată de directorul sportiv Giorgio Ghezzi de la A.C. Bovisio Masciago, care urma să alinieze o echipă provincială Allievi în campionatul provinciei Monza.  
Brambati a evoluat pentru tinerii fotbaliști de la Bovisio și a debutat în campionatul de primă categorie în sezonul 1982-1983. El a fost apoi promovat în echipa Primavera în sezonul 1983-1984, când un observator granata a venit să vadă un alt jucător, dar a decis să ia pe amândoi în echipă. 
În primul său an la Torino a câștigat campionatul Primavera 1984-1985.
Cu toate acestea, nu și-a găsit un loc în prima echipă și a fost împrumutat imediat la Empoli. Întors la Torino, a obținut rezultate mai bune decât în primul sezon, dar în 1989 a plecat la Bari, unde a rămas timp de patru sezoane.
A jucat apoi la Palermo, Lucchese, Ternana și Saronno.

### Echipa națională
Massimo Brambati a făcut parte din echipa națională Under-21 a Italiei condusă de Cesare Maldini unde a jucat în 9 meciuri oficiale la nivel juvenil. 
A participat la Jocurile Olimpice din 1988, ca parte a echipei naționale olimpice a Italiei, care a avut loc la Seul, Coreea de Sud.

### După retragere
Este comentator la Italia 7 Gold în emisiunea Diretta Stadio.
Consultant pentru Gea World până la scandalul Calciopoli din 2006, a fost procuror, printre alții, pentru Bogdani și Mutu. A fost, de asemenea, colaborator al lui Ariedo Braida și al lui Luciano Moggi managerul său pe vremea când era la Torino.

## Viața privată
A fost căsătorit timp de șase ani cu fotomodelul și actrița română Catrinel Menghia. Anterior, a devenit tatăl unei fiice, Benedetta, cu Paola Cardinale în 1999.
În prezent este partenerul jucătoarei de tenis Corinna Dentoni.

## Trofee
În cariera sa de fotbalist, Massimo Brambati a obținut un singur trofeu de club, și anume Cupa Mitropa, pe care a câștigat-o cu echipa Bari în anul 1990.